# Єрвандашат
Єрвандашат (вірм. Երվանդաշատ) — село в марзі Армавір, на заході Вірменії. Село розташоване за 36 км на захід від міста Армавір та за 4 км на південь від села Багаран.

## Історія
Єрвандашат був заснований царем Єрвандом IV, останнім представником династії Єрвандуні. Як стверджує вірменський історик Мовсес Каганкатваці, місто було засноване як нова столиця Вірменії, для того, щоб замінити місто Армавір, який лишився без води через зміну напряму течії річки Аракс та був покинутий населенням. На додачу до останків міських укріплень, невеликі археологічні дослідження 1980-х років виявили сліди давніх садів та палаців, описаних Мовсесом Каганкатваці. Також збереглися сліди стін, вулиць, будівель колишньої столиці Вірменії. У 360-х роках н. е., Єрвандашат був зруйнований армією перського царя Шапура II.